# هه زی
هه زی (انگلیسی: He Zi؛ زادهٔ ۱۱ دسامبر ۱۹۹۰) شیرجه‌رو اهل چین است.
وی در مسابقات کشوری و بین‌المللی در مجموع برندهٔ ۷ مدال طلا، ۶ مدال نقره، ۱ مدال برنز شده‌است.